# Charles Jouart
Charles Jouart est un homme politique français né le 4 avril 1850 à Gray (Haute-Saône) et décédé le 26 décembre 1917 à Paris.
Avocat à Paris, il devient conseiller préfecture à Angoulême, puis à Grenoble de 1879 à 1887. Il est sous-préfet de Saint-Jean-de-Maurienne de 1887 à 1893 et secrétaire général de la préfecture de la Somme de 1893 à 1895. Il est député de la Savoie de 1895 à 1902, dans la circonscription de Saint-Jean-de-Maurienne. Compromis dans une escroquerie en 1917, il quitte la Savoie et revient à Paris, où il meurt.